# October Encore in Lake Tahoe
October Encore in Lake Tahoe – wydany w 2007 roku album Elvisa Presleya zawierający materiał zarejestrowany podczas koncertu, który odbył się 13 października 1974 w Las Vegas.

## Lista utworów
1. C.C. Rider
2. I Got a Woman – Amen
3. Love Me
4. All Shook Up
5. Teddy Bear
6. Don’t Be Cruel
7. Heartbreak Hotel
8. If You Love Me (Let Me Know)
9. Fever
10. Big Boss Man
11. It’s Midnight
12. Hound Dog
13. Band Introductions
14. Lawdy, Miss Clawdy
15. Celebrity Introductions
16. Bridge over Troubled Water
17. Johnny B. Goode
18. Hawaiian Wedding Song
19. Let Me Be There
20. Can’t Help Falling in Love
21. Closing Vamp
22. Bonus: Why Me Lord / I’m Leavin’